# 巴天族
巴天族或称为巴兴族、宋族，是越南官方認定的54個民族之一，居住在越中邊境附近的河江省和宣光省，2009年人口為6811，其中河江省占5771人。1974年正式劃為一個民族，1979年，人口极少的水族（越南语：／）也并入该族。巴天族在中國也有分布，但被劃為瑤族。

## 族源和分布
巴天族自稱“巴哼”（或寫作“巴亨”：pa21ŋ̊ŋ35），分布於越南河江省的北光县（Bắc Quang）、箐门县（Xín Mần）和黄树皮县（Hoàng Su Phì）以及宣光省的霑化县（Chiêm Hoá）；在中國湘桂黔交界的城步、綏寧、新寧、通道、三江、龍勝、融安、融水、臨桂、黎平、從江、榕江等縣，也居住著幾萬這樣自稱的居民，皆被視為瑤族的一支，稱為“八姓瑶”。
“巴哼”意為“八姓”，即邓、盘、赵、卜、戴、沈、洪、蓝這八個姓。這些姓有两種讀法，分別是源自漢語的读音和本民族语言的讀音，如卜姓读“嘎波”。每个姓又分為三支，各支都有来历传说。也有學者提出，巴哼中的“ŋ̊ŋ35”與苗族、瑤族其他支系的自稱如“nu12”、“mjen21”、“ne31”等同源，這些族群皆是“苗蠻”的后裔。根據族人的口傳歷史，在越南的巴天族是在17、18世纪，與瑶人一起從中國遷徙而來的。
越南官方對該民族的稱呼可能源自漢台語中“八姓”的發音。

## 語言
巴天族的語言巴哼语，是一種聲調語言，屬于苗瑤語系苗語支。詳細歸屬有爭議，早期由于資料缺乏，學者認為這是一種布努語或苗語的方言。近年，根據對基本詞匯的比較，學者傾向將其劃為獨立的語言。無文字，歷史上受漢文化影響，漢語借詞豐富。
1994～1995年，法國學者聂芯（Barbara Niederer）詳細調查了越南河江省北光县新郑社和中國廣西壮族自治区融水苗族自治县白雲乡的巴哼語，并進行了比較研究，認為兩地的巴哼语基本相同，只是聲調略有差异。

## 經濟
巴天族主要從事農業，在坡度不大的林地边缘种植水稻，亦於有碎石的地裡種植玉米，耕作方法為原始的刀耕火種。使用牛耕的歷史不長，從前雖然养牛，卻不用于农事，而用于出售、交换或食用。

## 社會
巴天族的村落由數十戶組成，传统住宅是干欄式結構，上面住人，下面养牲畜。近几十年来，已有平房和半干欄半平房出現。巴天族新住房完工后，要举行“贺新房礼”。
婚姻嚴格遵循同姓不婚的原則，有男娶女和男子入贅兩種形式，前者花費較大。孩子出生后不取名，按各家的長幼順序叫老大、老二等，并在加上父亲的名字以示区别。男子成人後行取名禮，從巫師寫好名字的几张紙中抽取一张，定為正式名字，并終身使用直至去世；女子雖然也取正式名字，但不行取名礼，死后不使用，而稱某某之妻。

## 信仰
巴天族在家里祭拜祖先，也有一些信仰與農業有關，如播种前要以彩色糯米饭祭土地神；正式收割前，要割回一些穀穗煮成新米饭，盛三碗與瓜果、野菜一并供祭狗、猫和猪，剩下的方給人吃。
與很多民族對神靈的崇拜充滿敬畏相比，巴天族對神的信仰有獨特的方面。例如，久旱之時，人们會捉来代表龙王的螃蟹和乌龟，又捅又戳，以使龙王被激怒而下雨。

## 文化
巴天族的民間文化豐富，主要有傳說、民歌、舞蹈和音樂等形式。常用樂器有排簫、稱為“lay nhay”的弦樂器以及竹笛。
各家都有織布機，女子出嫁前都要織布以示靈巧。民族服飾為婦女織布制成，顏色鮮艷，設計獨特。男子身著長袍，青色長褲并佩戴頭巾；女子著長裙，以紅色為主色調，多佩戴銀飾。
重要節日為“跳火節”。

## 外部連結
- Ethnologue entry for Pa-Hng language （页面存档备份，存于）